# 日本航空宇宙学会
一般社団法人日本航空宇宙学会（にほんこうくううちゅうがっかい、英称:The Japan Society for Aeronautical and Space Sciences、略称:JSASS）は、航空宇宙工学とその関連分野の学会である。事務局は東京都中央区日本橋室町に存在。

## 概要
1934年に設立され、現在では約4,000名の会員を擁する。

## 沿革
- 1934年5月 - 日本航空学会設立[1]
- 1943年12月 - 社団法人として登記
- 1946年1月 - 終戦により解散
- 1946年2月20日 - 財団法人日本科学文化協会に一切の権利義務を継承
- 1947年3月 - (財)日本科学文化協会は(財)日本応用力学会と改称
- 1953年6月 - 航空再開により，(財)日本応用力学会は(財)日本航空学会に改称
- 1954年3月 - 関西支部設置
- 1958年3月 - 中部支部設置
- 1968年7月 - (財)日本航空学会は(財)日本航空宇宙学会と改称
- 1969年12月22日 - (財)日本航空宇宙学会を解散し，社団法人日本航空宇宙学会に改組
- 1973年4月 - 西部支部設置
- 1988年4月 - 北部支部設置
- 2008年12月1日 - 公益法人制度改革に伴い特例民法法人へ移行
- 2012年3月 - 一般社団法人日本航空宇宙学会へ移行

## 支部
- 関西支部
- 中部支部
- 西部支部
- 北部支部